# Cecemín
Cecemín (238 m n. m.) je vrch v okrese Mělník Středočeského kraje. Vrch je tvořen protáhlým hřebenem o délce asi 4 kilometrů, který začíná u městyse Všetaty a směřuje na jihovýchod k obci Dřísy. Vrchol se nachází blíže Všetat, asi 1 kilometr od všetatského začátku hřebene, a je to nejvyšší bod Všetatské pahorkatiny.  Většina kopce včetně vrcholu spadá do katastrálního území Všetaty městyse Všetaty, se severovýchodu k vrcholovému hřebenu vybíhá též katastrální území Čečelice obce Čečelice, jihovýchodní část hřebene zasahuje jihozápadním svahem do katastrálního území Nedomice obce Nedomice, to vše v okrese Mělník, jihovýchodní konec hřebene pak spadá do katastrálního území Dřísy obce Dřísy směrem k samotnému sídlu, přičemž tato obec již spadá do okresu Praha-východ.

## Popis
Výrazný, nesouměrný, strukturně denudační cecemínský hřbet je tvořen středoturonskými prachovci a jemnozrnnými pískovci, je obklopen středopleistocenními (risskými) terasami Labe, s příkřejšími jihozápadními svahy do labského údolí. Má protáhlou vrcholovou plošinu o délce asi 2,5 kilometru. Na jižních svazích je zástavba domků, hájky borovice černé s jasanem, teplomilné trávníky a křoviny. Na severním svahu jsou pole i lada křovin na bývalých políčkách s mezemi s třešněmi. Na vrcholové plošině jsou pole. Z hrany plošiny je výhled.
Dle různých pramenů se zde nacházely nejstarší vinice které jsou písemně doloženy na území Čech. Legendy tvrdí, že vinice byly založeny kněžnou Ludmilou a měl jí zde pomáhat její vnuk, pozdější kníže Václav. Proto se kopci v jisté době říkalo Ostrov svatého Václava. Všechny vinice zde postupně zanikly, až ve 20. století byly v malé míře obnoveny a jmenují se symbolicky „vinice sv. Václava“. Na konci dnešních vinic směrem k Dřísům stojí nově zrestaurovaná barokní kaple sv. Jana Křtitele.

## Geomorfologické zařazení
Geomorfologicky vrch náleží do celku Středolabská tabule, podcelku Mělnická kotlina, okrsku Všetatská pahorkatina a podokrsku Cecemínský hřbet.

## Další fotografie

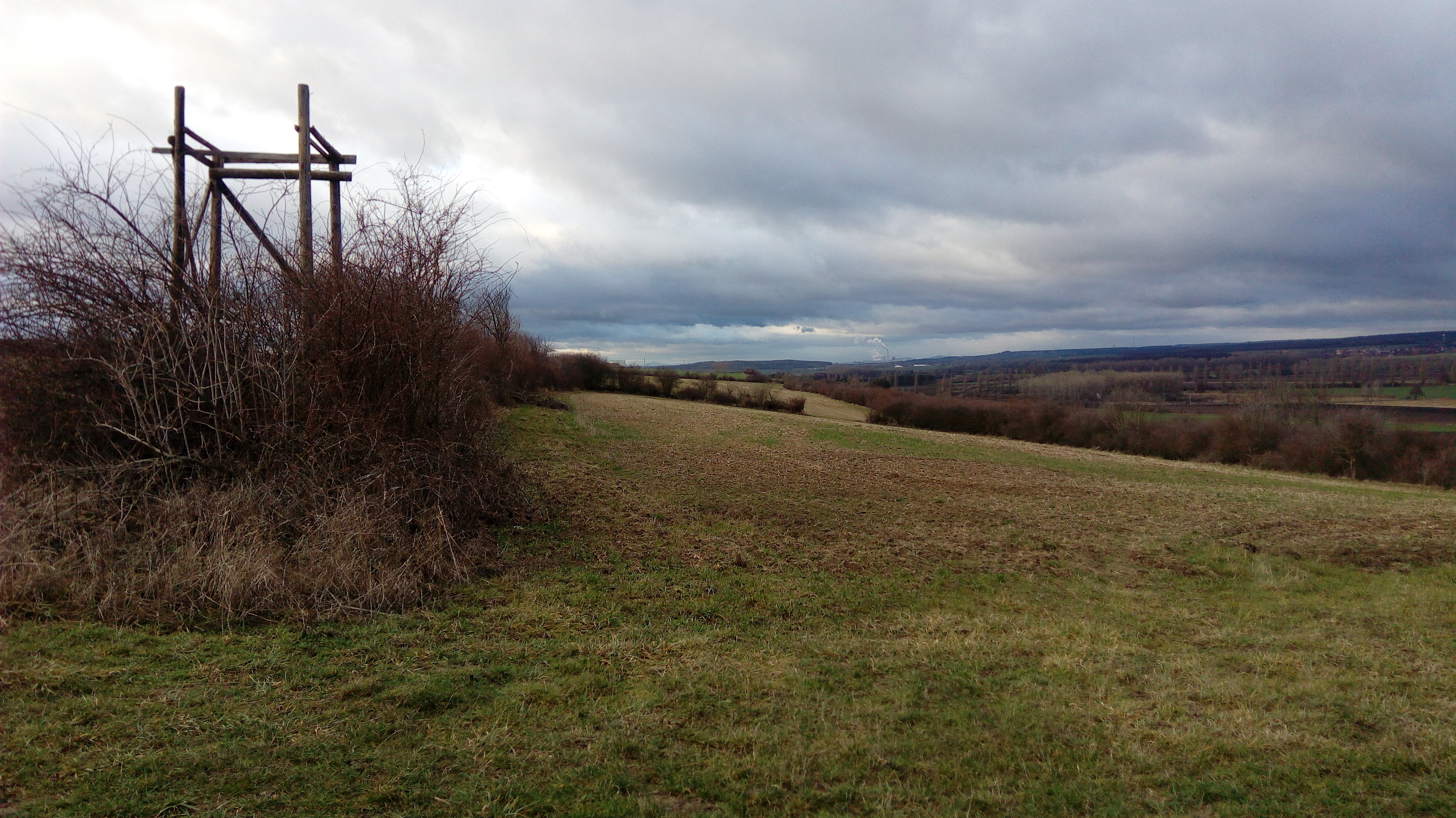
Návrší s rozpadlým posedem
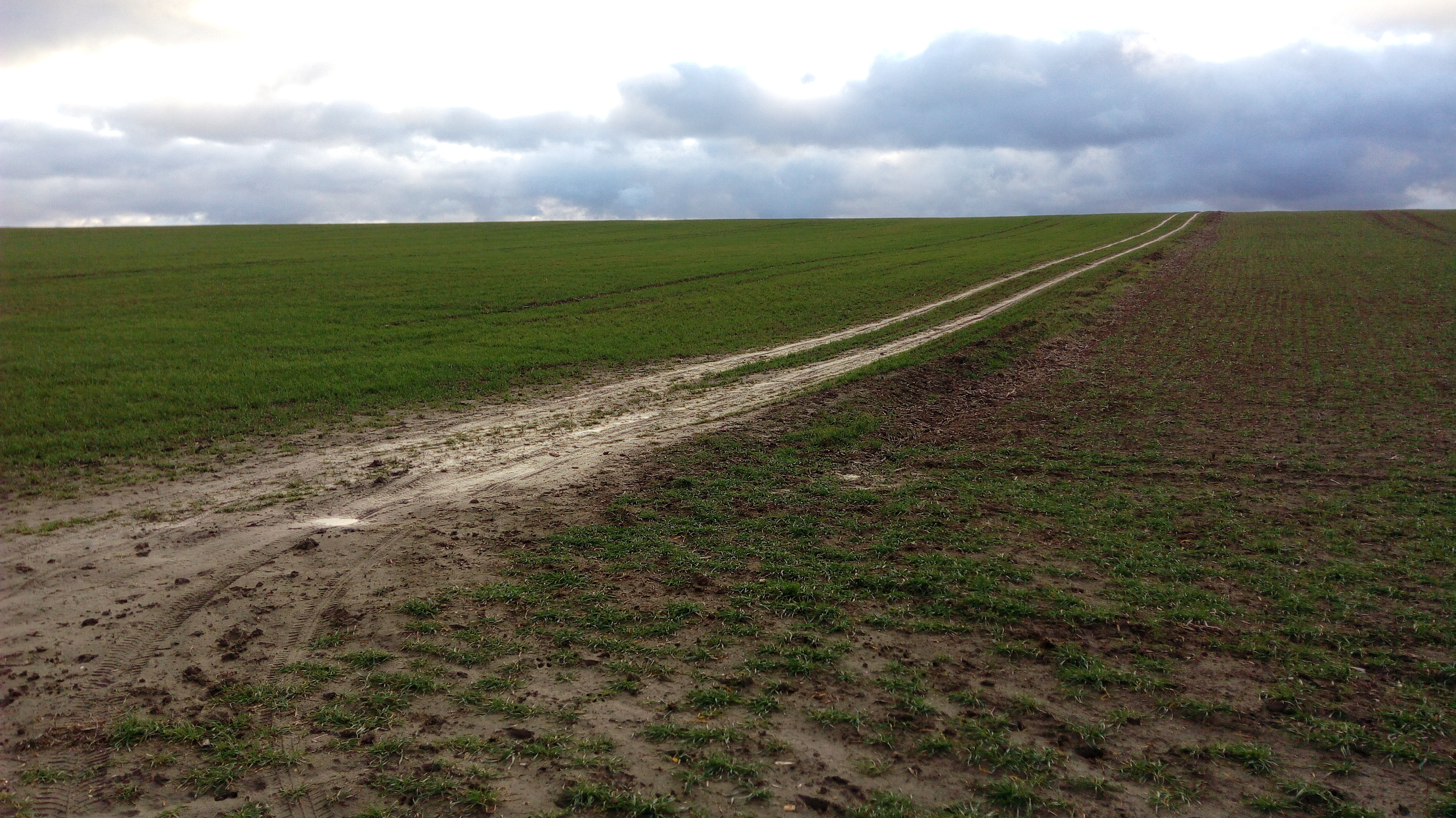
Cesta podél návrší
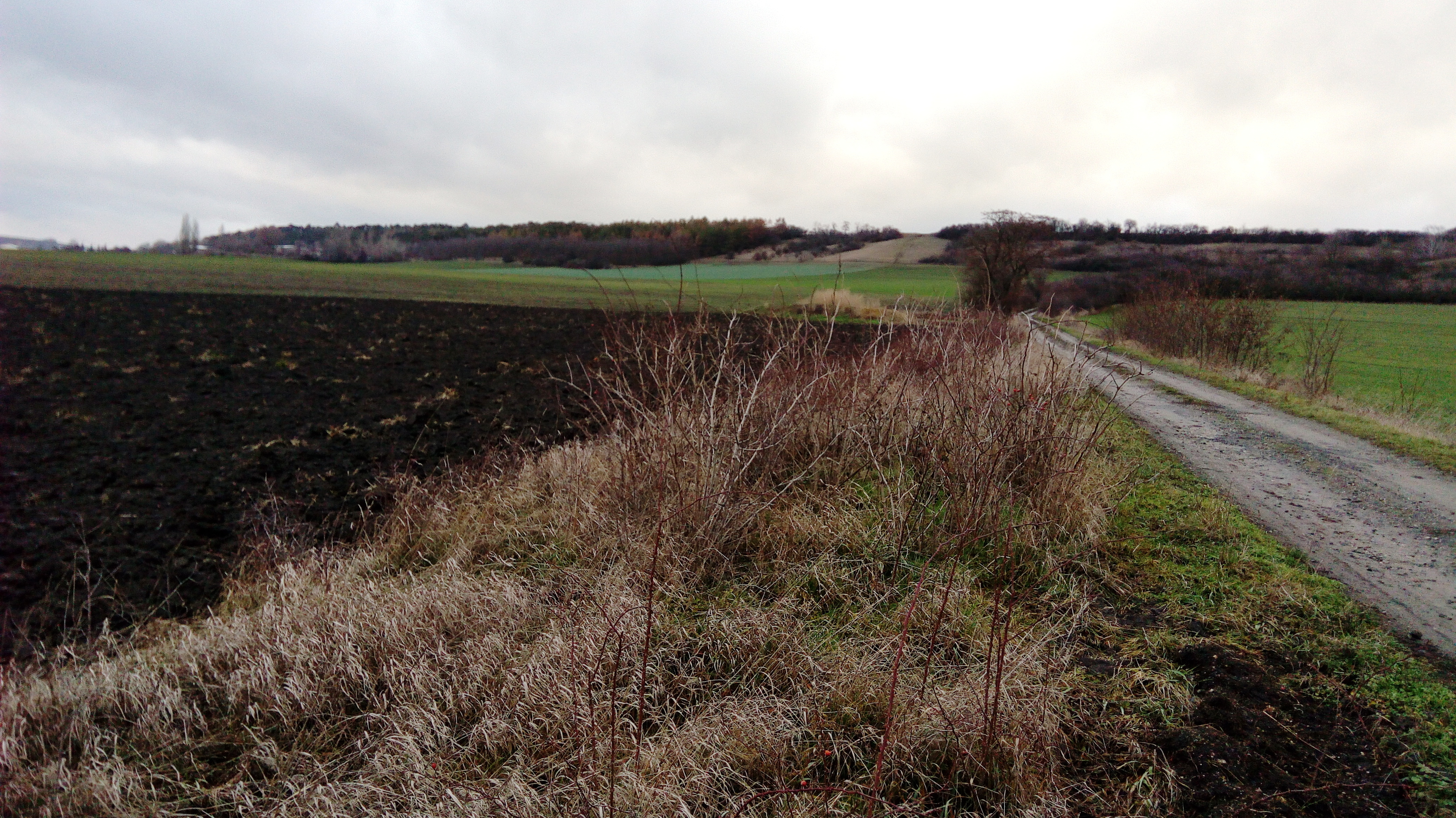
Černozem na jižním svahu
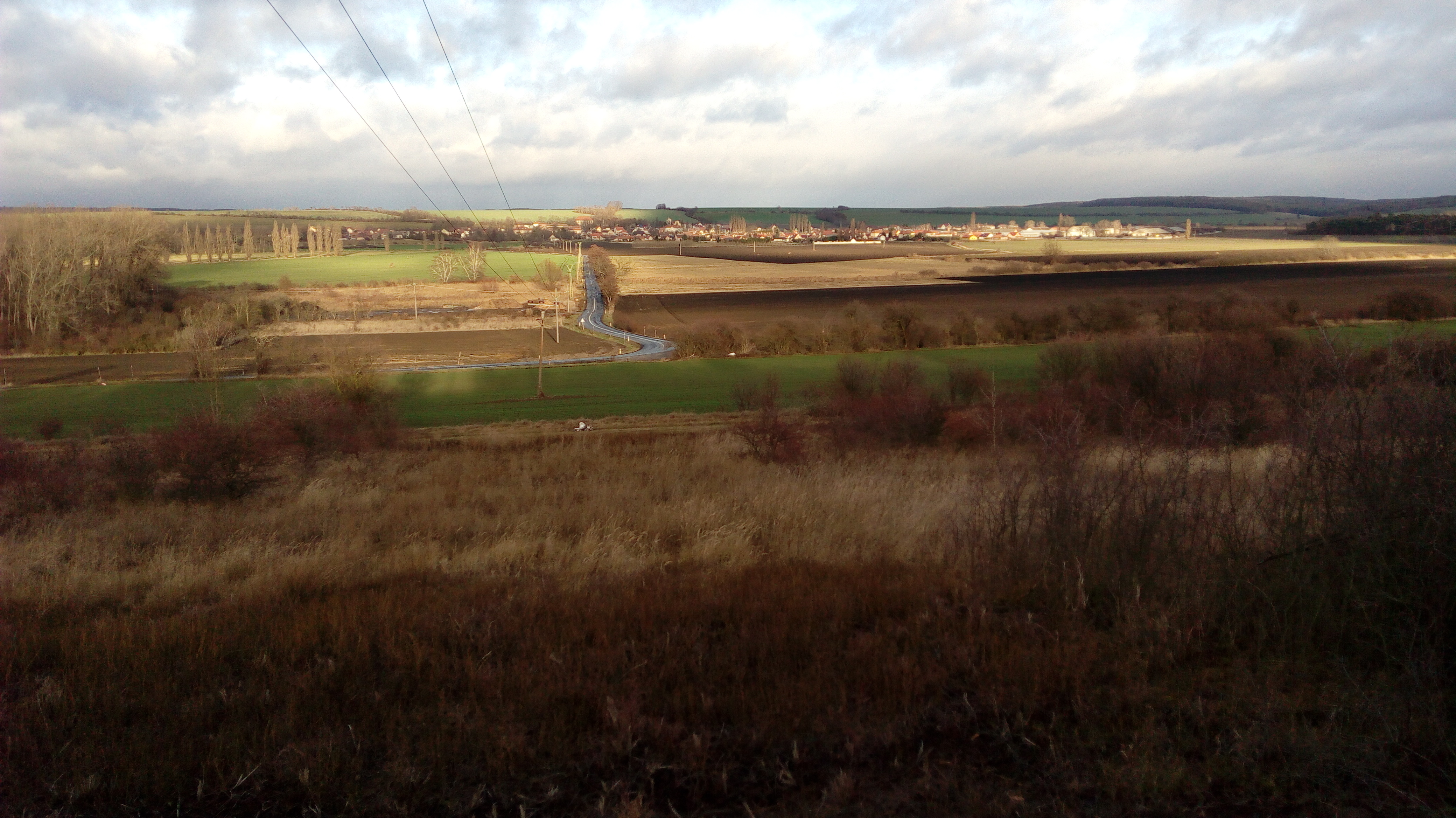
Pohled k Čečelicím s pruhem černozemě
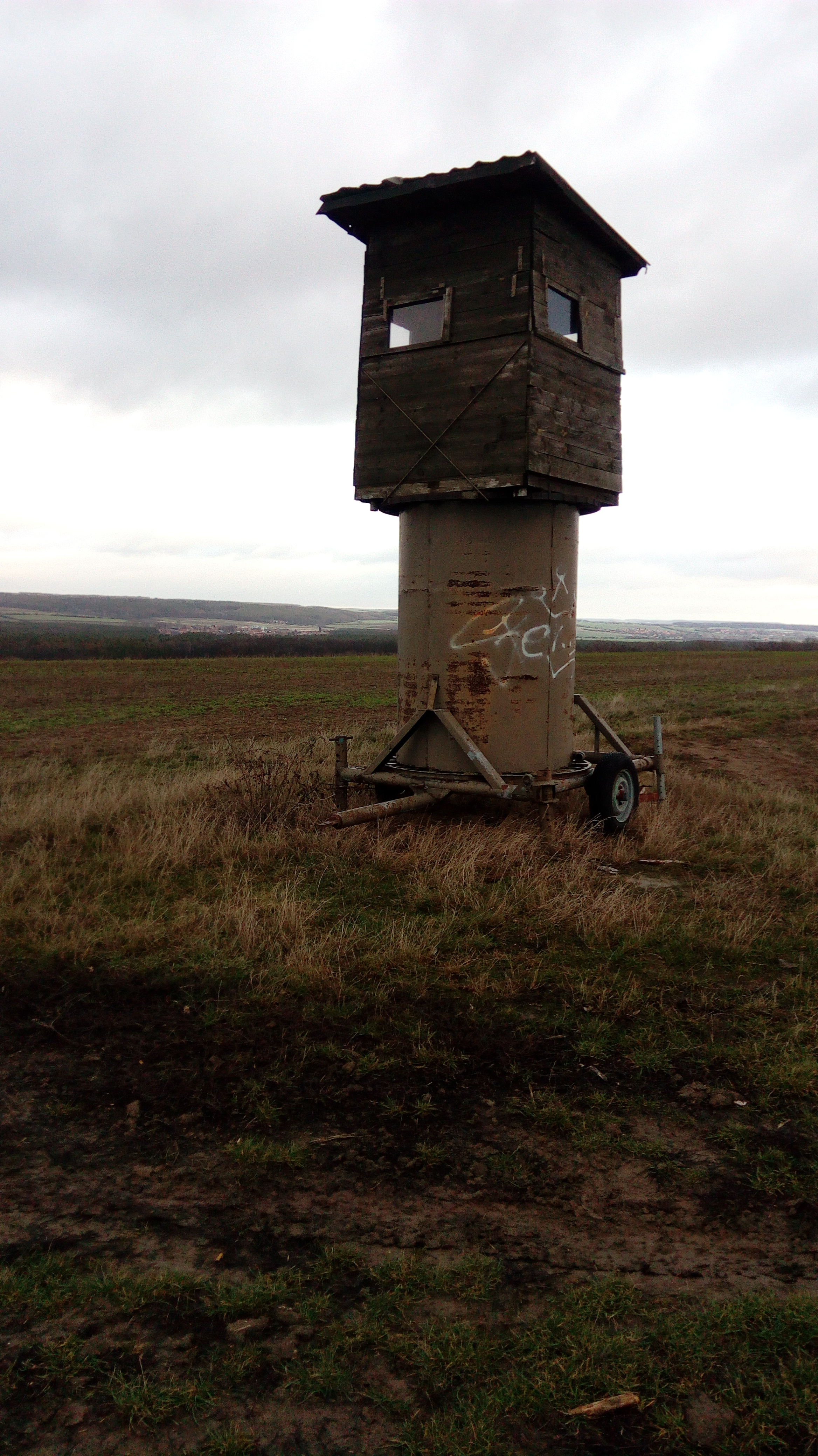
Mobilní posed na návrší